# Pilatus Aircraft

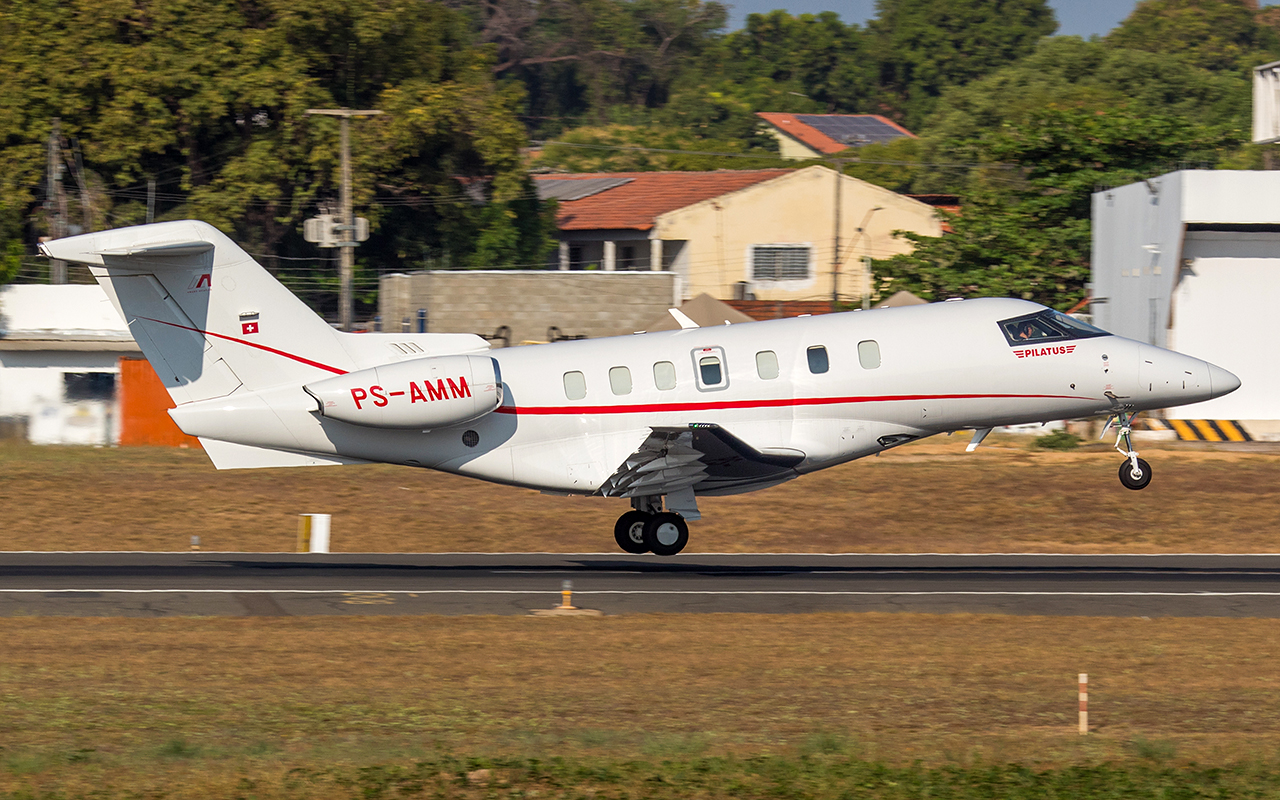
Pilatus PC-24 PS-AMM Teresina Senador Petrônio Portella (THE - SBTE)

Pilatus Aircraft Ltd. é uma empresa fabricante de aviões localizada na cidade de Stans, Suíça. A empresa emprega em 2016, mais de 1,905 pessoas.

## História
A empresa foi fundada em 10 de Dezembro de 1939 pela empresa armamentista Oerlikon-Bührle, e construção de um novo edifício para produção foi iniciada em Março de 1940. A empresa foi fundada para fazer manutenção e reparos para a Força Aérea Suíça, sendo que o primeiro trabalho da nova empresa era montagem de peças de reposição para o biplano de reconhecimento EKW C-35, além de trabalhos de revisão em outros modelos.
O primeiro projeto foi um avião de treino de um único assento, designado P-1, embora este tenha sido abandonado antes de ser construído. O projeto seguinte foi a construção do Pilatus SB-2 que tinha sido concebido pelo Instituto Federal Suíço de Tecnologia. O SB-2 voou pela primeira vez em 30 de Maio de 1944, e teve apenas um exemplar construído.
Em 1942, a empresa ganhou um contrato do Exército Suíço para modificar 33 unidades do EKW C-3603. Na sequência do projeto abandonado P-1, a empresa começou novamente sobre o desenvolvimento de um avião de treinamento de dois lugares, denominado Pilatus P-2. O P-2 voou pela primeira vez em 27 de Abril de 1945, e a empresa recebeu um pedido de encomenda da Força Aérea Suíça para a nova aeronave.
Durante 1945, a empresa produziu um protótipo de um monomotor de transporte leve, designado P-4. O P-4 voou pela primeira vez em 22 de Março de 1948, mas apenas um exemplar foi construído. Durante a década de 1940 a empresa produziu uma série de desenhos de planadores de madeira e passou a produzir a fuselagem e a cauda para a produção em licença do De Havilland Vampire e De Havilland Venom.
Em 1951 a empresa trabalhou no P-5, um projeto de uma aeronave de observação de artilharia, mas este não chegou a ser construído. Então iniciou-se, em 1953, o desenvolvimento do P-3, um monomotor de treino. A Força Aérea Suíça encomendou a nova aeronave, e logo após isso, a empresa alcançou a sua primeira encomenda de exportação, de seis unidades do P-3 para a Marinha do Brasil.
Em 1958 começou o desenvolvimento de uma aeronave leve de transporte de passageiros STOL, que surgiu como o PC-6 Porter, que voou pela primeira vez em 04 de Maio de 1959. Em 1965, uma variante bimotora do PC-6 foi construída e designada como PC-8 Twin Porter, e voou pela primeira vez em 15 de Novembro 1967, manteve-se como um protótipo, e seu desenvolvimento foi interrompido em 1972. Outro projeto foi o PC-10, um bimotor de 16 passageiros, mas não foi construído.
Em 1966, a empresa comprou os direitos do planador de metal B-4, projetado pela empresa Firma Rheintalwerke G. Basten, tendo voado pela primeira vez em 07 de Novembro de 1966. A Pilatus reprojetou o modelo para produção mais fácil e o redesignou como B-4/PC-11. O PC-11 voou pela primeira vez em 05 de Maio de 1972, e a empresa construiu 322 unidades do planador até 1980.
Em 1966 uma variante do P-3 equipada com um motor turboélice foi desenvolvida, e foi designada como PC-7. O protótipo caiu durante o voo de teste e seu desenvolvimento foi colocado em espera até a década de 1970. Em 1975, um outro protótipo foi desenvolvido, e depois de um maior desenvolvimento foi comercializado como o PC-7 Turbo Trainer.
Em 1979, Pilatus adquiriu a Britten-Norman, fabricante das aeronaves Britten-Norman Islander e Britten-Norman Defender.
Em 1982, o desenvolvimento de uma melhor variante do PC-7 foi iniciado, surgindo como o PC-9 em 1984. O desenvolvimento do que viria a ser o maior sucesso de vendas da empresa foi iniciado em 1987, surgindo como o PC-12, um monomotor turboélice de transporte com capacidade para até 12 passageiros ou cargas. O protótipo do PC-12 voou pela primeira vez em 31 de Maio de 1991.
Para promover a família de aviões de treinamento militar, o turboélice PC-21 foi desenvolvido e voou pela primeira vez em 2002.
Com base em feedback de clientes, que desejavam uma aeronave que possuísse uma maior velocidade e alcance do que o PC-12, mantendo a robustez geral e a capacidade de utilizar pistas muito curtas, a Pilatus desenvolveu o PC-24, a primeira aeronave a jato da empresa. O primeiro voo da aeronave ocorreu em 11 de Maio de 2015, e está prevista sua introdução no mercado em meados de 2017.

## Lista de Aeronaves
| Imagem | Designação      | Descrição                                                     | Unidades construídas         | Ano  | Observações                              |
| ------ | --------------- | ------------------------------------------------------------- | ---------------------------- | ---- | ---------------------------------------- |
|        | Pilatus SB-1    | Monomotor a pistão STOL; Monoplano de asa-baixa; Cauda em H;  | 1 unidade construída;        | 1944 |                                          |
|        | Pilatus SB-2    | Monomotor a pistão STOL; Monoplano de asa-alta; Cauda em H;   | 1 unidade construída;        | 1944 |                                          |
|        | Pilatus SB-5    | Monomotor a pistão STOL; Monoplano de asa-alta; Cauda em H;   | Somente projeto;             | 1945 |                                          |
|        | Pilatus P-1     | Monomotor a pistão de treinamento; Monoplano de asa-baixa;    | Somente projeto;             | 1941 |                                          |
|        | Pilatus P-2     | Monomotor a pistão de treinamento; Monoplano de asa-baixa;    | 55 unidades construídas;     | 1945 |                                          |
|        | Pilatus P-3     | Monomotor a pistão de treinamento; Monoplano de asa-baixa;    | 79 unidades construídas;     | 1953 |                                          |
|        | Pilatus P-4     | Monomotor a pistão; Monoplano de asa-alta;                    | 1 protótipo construído;      | 1948 |                                          |
|        | Pilatus P-5     | Monomotor a pistão; Monoplano de asa-alta;                    | Somente projeto;             | 1951 |                                          |
|        | Pilatus PC-6    | Monomotor a pistão ou turboélice STOL; Monoplano de asa-alta; | >581 unidades construídas;   | 1959 |                                          |
|        | Pilatus PC-7    | Monomotor turboélice de treinamento; Monoplano de asa-baixa;  | >618 unidades construídas;   | 1966 | Ainda em produção;                       |
|        | Pilatus PC-8D   | Monomotor a pistão STOL; Monoplano de asa-alta;               | 1 protótipo construído;      | 1967 |                                          |
|        | Pilatus PC-9    | Monomotor turboélice de treinamento; Monoplano de asa-baixa;  | >265 unidades construídas;   | 1984 |                                          |
|        | Pilatus PC-10   | Bimotor turboélice; Monoplano de asa-alta;                    | Somente projeto;             | 1970 |                                          |
|        | Pilatus B4-PC11 | Planador;                                                     | 322 unidades construídas;    | 1972 |                                          |
|        | Pilatus PC-12   | Monomotor turboélice; Monoplano de asa-baixa;                 | >1,400 unidades construídas; | 1991 | Ainda em produção;                       |
|        | Pilatus PC-21   | Monomotor turboélice de treinamento; Monoplano de asa-baixa;  | >131 unidades construídas;   | 2001 | Ainda em produção;                       |
|        | Pilatus PC-24   | Bimotor a jato; Monoplano de asa-baixa;                       | 3 protótipos construídos;    | 2014 | Em desenvolvimento; Fase de finalização; |